# Karavastská laguna
Karavastská laguna (albánsky Laguna e Karavastasë) je laguna Jaderského moře u pobřeží Albánie. Má rozlohu 43,3 km², délku 10,6 kilometru a šířku 4,3 kilometru. Dosahuje maximální hloubky 1,5 metru.
Laguna je od otevřeného moře oddělená písečnými dunami které jsou částečně porostlé lesem. Na třech místech je spojená s mořem krátkými vodními kanály s průtokem 15–30 m³/s. Salinita se pohybuje od 5,5 % do 2 %.
Laguna je stanovištěm vodního ptactva, jež je chráněno v národním parku Pisha e Divjakës o rozloze 12,5 km².